# ۷۶۶ (خورشیدی)
۷۶۶ هفتصد و شصت و ششمین سال هجری خورشیدی است.